# Rotunosa grandis
Rotunosa grandis är en insektsart som först beskrevs av Ronald Gordon Fennah 1945.  Rotunosa grandis ingår i släktet Rotunosa och familjen Tropiduchidae. Inga underarter finns listade i Catalogue of Life.